# Marie Rosenbaumová-Šimková
Marie Rosenbaumová-Šimková, křtěná Marie Anna Josefa, též Střižíková-Šimková (29. ledna 1909 Slavkov u Brna – 13. listopadu 1980 Kyjov) byla moravská malířka-krajinářka a básnířka.

## Život
Narodila se 29. ledna 1909 ve Slavkově v domě čp. 133 a byla pokřtěna Marie Anna Josefa Šimková. Dětství však prožila ve Žďáře nad Sázavou, odkud pocházela její rodina. V letech 1937–1939 absolvovala speciální krajinářskou školu profesora Otakara Nejedlého při Akademii výtvarných umění (AVU) v Praze. Ze studijních cest přivezla obrazy jugoslávské krajiny.
Svou malířskou kariéru začala ve Vizovicích. Tam ji také zastihla německá okupace, během níž byl za odbojovou činnost popraven její první manžel. Po druhém sňatku 10. června 1944 s Josefem Střižíkem se přestěhovala do Milotic u Kyjova, kde zakotvila natrvalo. Po skončení druhé světové války se stala členkou Sdružení výtvarných umělců moravských (SVUM) v Hodoníně.
Věnovala se převážně krajinomalbě, ale tvořila také květinová zátiší. Účastnila se kolektivních výstav ve Zlíně a v Hodoníně, v roce 1943 vystavovala na VIII. Zlínském salonu. Jako spisovatelka se stala autorkou básní a dvou nepublikovaných románových rukopisů.
Zemřela v Kyjově v listopadu 1980.